# Massalengo
Massalengo är en ort och kommun i provinsen Lodi i regionen Lombardiet i Italien. Kommunen hade 4 550 invånare (2018).